# یوکی اوزکی
یوکی اوزکی (انگلیسی: Yukie Ozeki؛ زادهٔ ) یک بازیکن تنیس روی میز اهل ژاپن است. 
وی در مسابقات کشوری و بین‌المللی در مجموع برنده ۴ مدال طلا، ۶ مدال نقره، ۶ مدال برنز شده‌است.